# Tycho Brahe

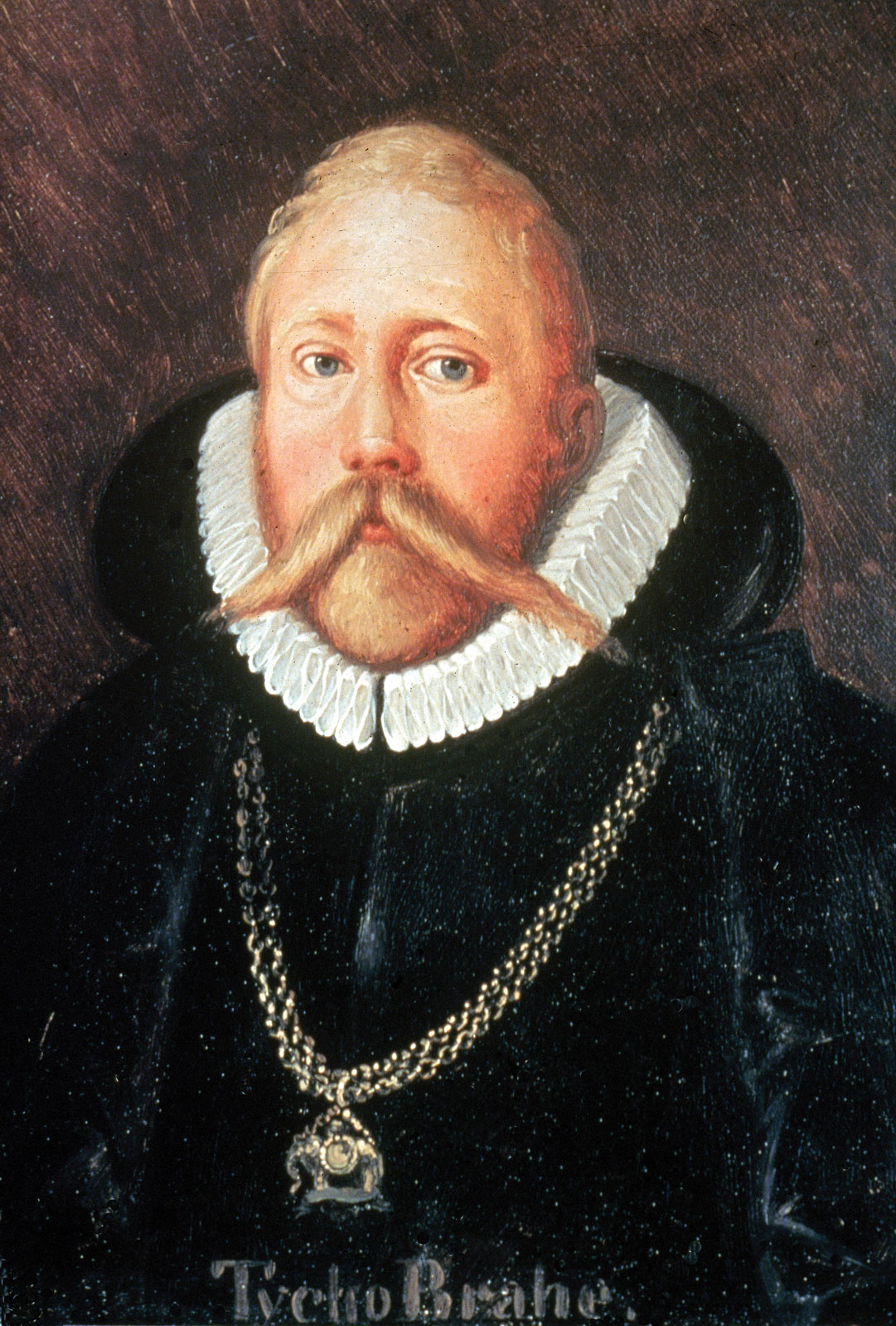
Tycho Brahe mit dem Elefanten-Orden

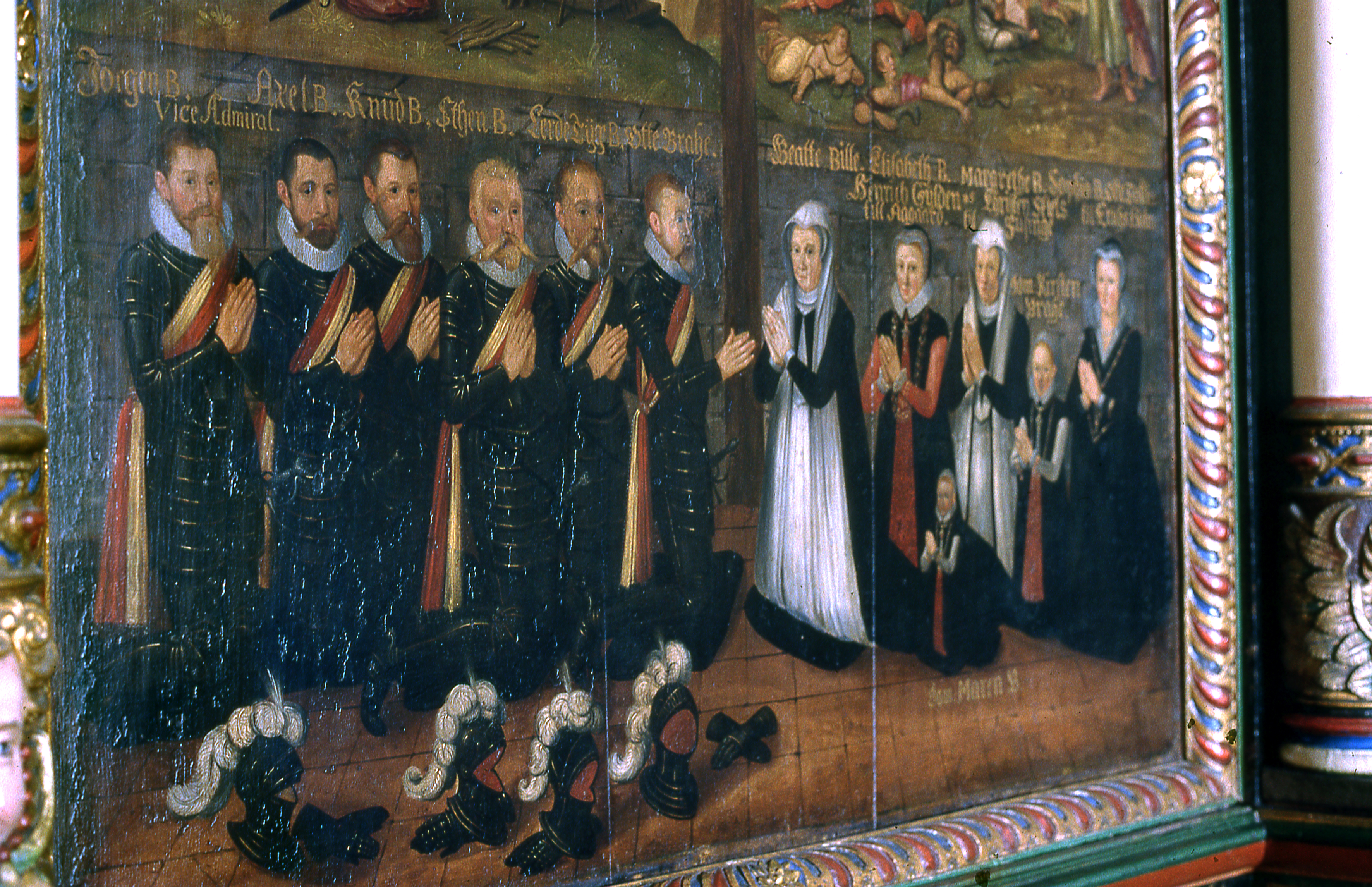
Epitaph von Tycho Brahes Eltern Otte Brahe und Beate Bille in der Kågeröds kyrka. Tycho ist neben seinem Vater abgebildet und als Lerde Tyge (Gelehrter Tycho) bezeichnet

Tycho Brahe anhörenⓘ (Tyge Ottesen Brahe, auch bekannt als Tycho de Brahe; * 14. Dezember 1546 auf Schloss Knutstorp, Schonen, damals Dänemark; † 24. Oktober 1601 in Prag oder in Benátky bei Prag, Königreich Böhmen) war ein dänischer Adeliger und einer der bedeutendsten Astronomen. Der Umfang, die Sorgfalt und Genauigkeit seiner astronomischen Beobachtungen, die er noch ohne Fernrohre durchführte, waren für die damalige Zeit verblüffend. Damit hatte er entscheidenden Einfluss auf das Wissenschaftsideal späterer Generationen und begründete mit seiner Arbeitsmethodik des immer exakteren Messens und steten Nachprüfens den Arbeitsstil und die Methodik moderner Wissenschaft.

## Leben

### Überblick

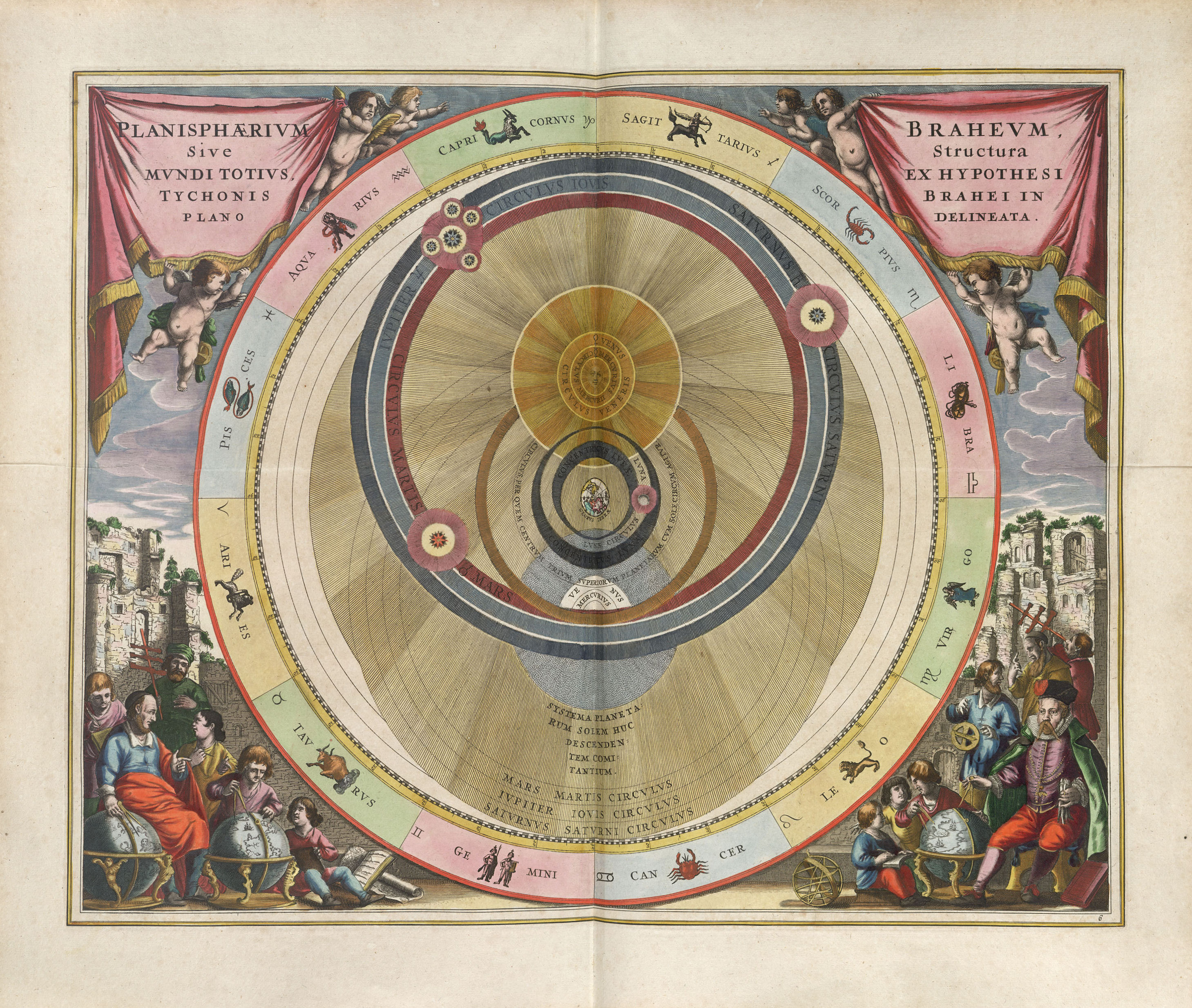
Das tychonische Weltbild nach Brahe in einer Darstellung von Andreas Cellarius 1708

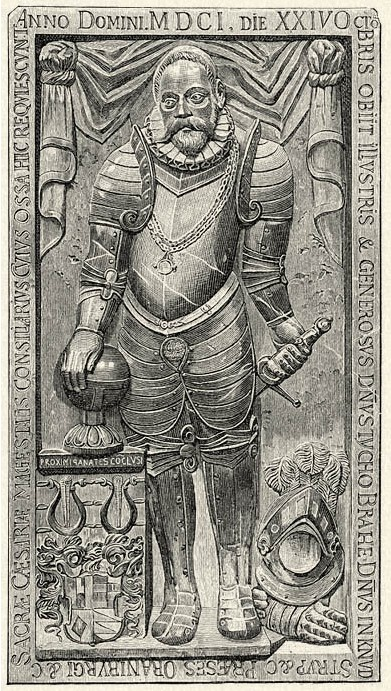
Grabmal Tycho Brahes in der Teynkirche in Prag

Tycho Brahe entstammte dem bekannten schwedisch-dänischen Adelsgeschlecht Brahe. Seine Eltern waren Otte Thygesen Brahe (1518–1571) und Beate Clausdatter Bille (1526–1602). Sein Vater wurde 1563 Reichsrat. Seine Lehnsmannschaft von Aalborg tauschte er 1567 gegen die Grafschaft Helsingborg ein, von wo aus er im Dreikronenkrieg Daniel Rantzau unterstützte. Tycho war eins von zwölf Geschwistern.
Am 19. April 1559 wurde er im Alter von zwölf Jahren an der Universität Kopenhagen immatrikuliert. Es folgte – wie an den von Humanismus und Reformation beeinflussten Universitäten damals üblich – das propädeutische Studium der Artes Liberales, bestehend aus den Fächern Grammatik, Dialektik, Rhetorik (Trivium) und Arithmetik, Geometrie, Musik, Astronomie (Quadrivium). Eine Sonnenfinsternis im Jahr 1560 weckte Tychos großes Interesse an der Astronomie, und so begann er sich in dieses Fach zu vertiefen. Er las jedes Buch, das er bekommen konnte, und stellte immer wieder Sternbeobachtungen an. In den folgenden Jahren setzte er seine Studien an den Universitäten Leipzig, Wittenberg, Rostock und Basel fort. In Leipzig begann er unter anderem bei Johannes Hommel, später bei Valentin Thau mit astronomischen Studien. Unzureichende Beobachtungsmethoden damaliger Sternwarten führten dazu, dass er sich frühzeitig mit der Methodik und den Instrumenten zur Höhenpräzisionsmessung der Himmelskörperpositionen beschäftigte.
Im Alter von 20 Jahren verlor Brahe in Rostock bei einem Duell mit seinem Cousin Manderup Parsberg einen großen Teil seiner Nase; Grund war der Streit um eine mathematische Formel. Er trug der Überlieferung nach fortan eine Nasenprothese aus einer Gold-Silber-Legierung, die er mit einer Salbe anklebte. Als man jedoch 1901 sein Grab öffnete und den Schädel untersuchte, um Hinweise auf die besagte Prothese zu finden, fand man Reste von Kupfersalzen an der entsprechenden Stelle, die eher auf eine dünne Kupferfolie hindeuteten als auf eine schwerer zu tragende Prothese aus einer Goldlegierung.
Brahe beobachtete ab November 1572 (wie auch andere Zeitgenossen) eine Supernova im Sternbild Cassiopeia (sie war bis Frühjahr 1574 mit damaligen Methoden sichtbar), „ein Wunder, wie es seit Anbeginn der Welt nicht gesehen wurde“. Seine Schrift über den „neuen, nie zuvor gesehenen Stern“ machte ihn unter den Astronomen in ganz Europa berühmt. In dem Buch über den neuen Stern, das Brahe 1573 veröffentlichte, waren auch andere Abhandlungen, unter anderem zur Astrologie und der Beobachtung einer Mondfinsternis von 1573, bei der ihm erstmals auch seine Schwester Sophie Brahe assistierte. Das Erscheinen des neuen Sterns löste große Diskussionen unter Astronomen und anderen aus, da das Erscheinen neuer Sterne dem damaligen astronomischen Weltbild widersprach.
1573 heiratete er eine Bürgerliche, Kirsten Barbara Jørgensdatter, den Quellen nach eine Tochter des Pastors von Kågeröd. Sie bekamen acht Kinder (andere Schriften nennen neun), von denen sechs das Erwachsenenalter erreichten. Zu einer kirchlichen Eheschließung kam es nie, weil Brahe in diesem Falle seine Adelsprivilegien verloren hätte. Nach damaligem dänischen Recht war ihre Beziehung aber durch das Zusammenleben über mehr als drei Jahre und gemeinsame Kinder einer Ehe gleichgestellt (die Kinder, die später wie der Vater meist im Reichsgebiet lebten, reichten darüber Urkunden ein; sie galten rechtlich – wie bei morganatischen Ehen üblich – als Bürgerliche).

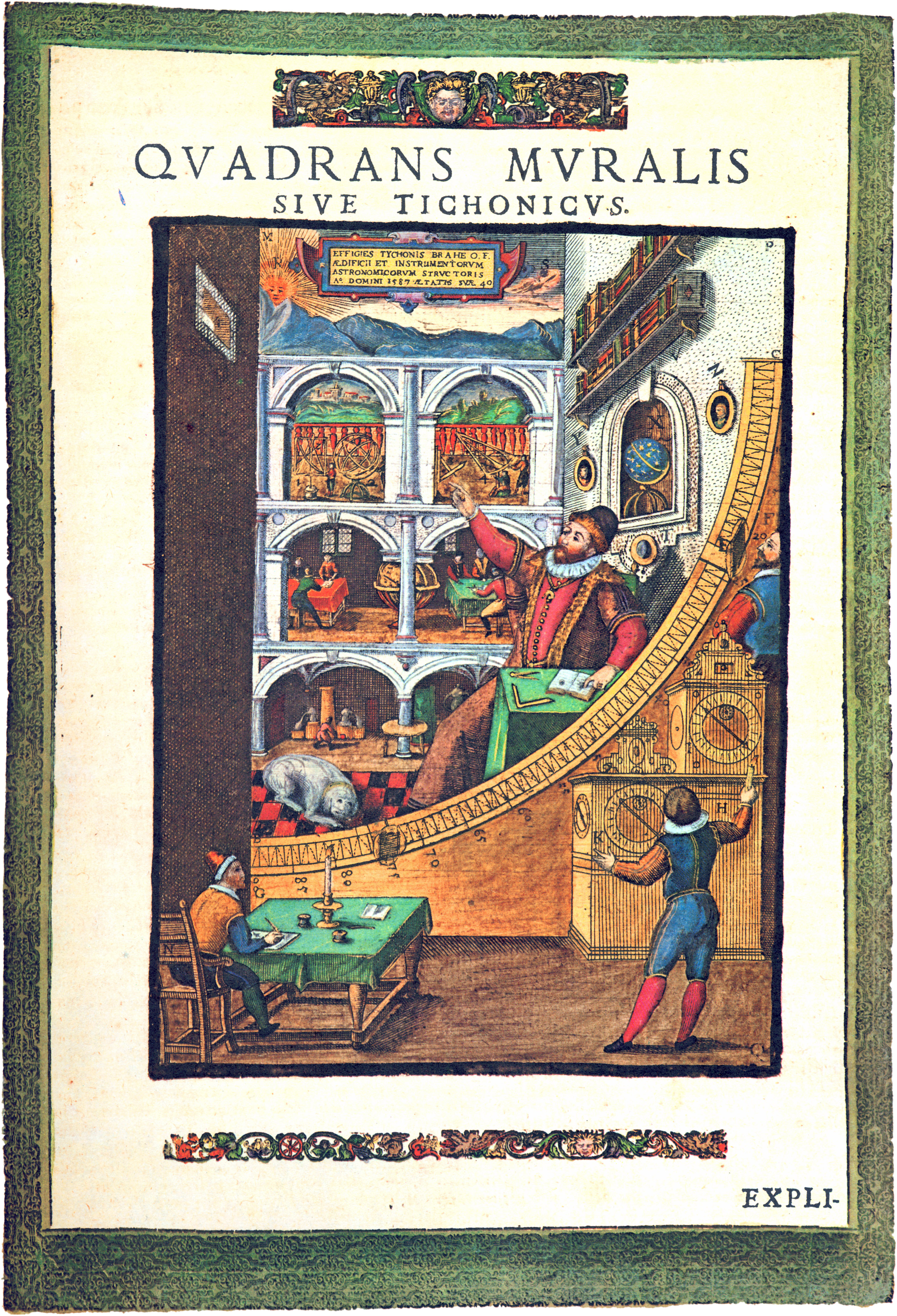
Tychos Mauerquadrant, 1598

König Friedrich II. von Dänemark und Norwegen finanzierte die Sternwarten Uraniborg und Stjerneborg auf der damals noch dänischen Öresundinsel Ven vor Landskrona, an denen Brahe 21 Jahre lang forschte. Brahe baute nicht nur alle benötigten Instrumente selbst, sondern druckte auch seine eigenen Bücher.
Tycho Brahe war ein herausragender beobachtender Astronom. Zu seiner Zeit gab es noch kein Teleskop. Seine Beobachtungen der Fixstern- und Planetenpositionen, die damals mit Abstand die präzisesten waren und mit einer Genauigkeit von zwei Bogenminuten auch heute nicht ohne weiteres zu erreichen sind, führte er mit Hilfe eines großen Mauerquadranten durch.
Aufgrund von Widersprüchen der Planetenbewegungen in den damals vorherrschenden Weltsystemen entwickelte er einen Kompromiss zwischen dem ptolemäisch-geozentrischen und dem kopernikanisch-heliozentrischen Planetensystem, das tychonisches Weltbild genannt wurde.
Nach dem Tod Friedrichs II. 1588 kürzte sein Nachfolger König Christian IV. die finanziellen Mittel, weshalb Brahe im Oktober 1597 auf Einladung seines Freundes Heinrich Rantzau in eines von dessen Gutshäusern, die Wandesburg bei Hamburg, zog.
Im September 1598 verließ Brahe Wandsbek mit seinen Söhnen und Studenten und wechselte 1599 nach Prag. Kaiser Rudolf II. hatte ihm eine Stelle als Hofmathematiker angeboten und wollte ihm dort eine neue Sternwarte erbauen lassen. Der Bau wurde jedoch erst nach Brahes Tod beendet.
Brahe hielt sich vom August 1599 bis Juni 1600 im ruhigeren Städtchen Benátky nad Jizerou (Venedig an der Iser) auf. Er starb 1601 in Prag. Seine Frau Kirstine kaufte ein Gut in Böhmen, das sie noch drei Jahre bis zu ihrem Tode bewohnte. Tycho und Kirstine Brahe wurden Seite an Seite in der Teynkirche in Prag beigesetzt.

### Der Augsburger Quadrant
Auf seinen Reisen durch Europa kam Tycho Brahe 1568 auch nach Augsburg. Fast drei Jahre stellte er hier Sternbeobachtungen an und lernte eines Tages auch den Augsburger Patrizier, Bürgermeister und begeisterten Astronomen Paul Hainzel kennen. Hainzel war fasziniert von der Idee eines Präzisionsgroßinstruments mit nie gekannter Genauigkeit. 1570 ließ er Brahe auf eigene Kosten in Göggingen südlich von Augsburg einen riesigen Quadranten mit einem Radius von 6,4 Metern aus Eichenholz anfertigen. Durch die Größe konnte die Skala aus Messing auf zehn Bogensekunden genau unterteilt werden. Brahe selbst führte allerdings mit dem Quadranten keine Beobachtungen durch, er hatte Augsburg bereits verlassen. Der Augsburger Quadrant wurde vier Jahre später von einem Sturm zerstört.

### Die Supernova von 1572
Am Abend des 11. November 1572 erblickte Tycho Brahe im Sternbild Kassiopeia einen Stern – so hell wie die Venus –, der dort nicht hingehörte. Ein Fixstern konnte es nicht sein, denn der Fixsternhimmel war ewig und unveränderlich, so die damalige, noch antike Überzeugung. Ein Planet konnte es auch nicht sein, denn er zeigte keinerlei Ortsveränderung. Ein Jahr nachdem der Stern erschienen war, verblasste er schließlich. Das Ereignis erregte in weiten Kreisen größtes Aufsehen. Brahe verfasste die Schrift De nova et nullius ævi memoria prius visa Stella, in der er seine Beobachtungen beschrieb. Aus der Unveränderlichkeit der Position des neuen Sterns schloss er darin kühn, dass er der Fixsternsphäre angehören musste. Seine Schrift, mit der er Aristoteles nicht nur widersprach, sondern ihn auch widerlegte, machte ihn unter den Astronomen in ganz Europa bekannt und öffnete ihm alle Türen. Zwar war eine Supernova bereits 1054 von Chinesen beobachtet worden, aber die mittelalterlichen europäischen Gelehrten der Scholastik hatten davon keine Kenntnis.

### Uraniborg

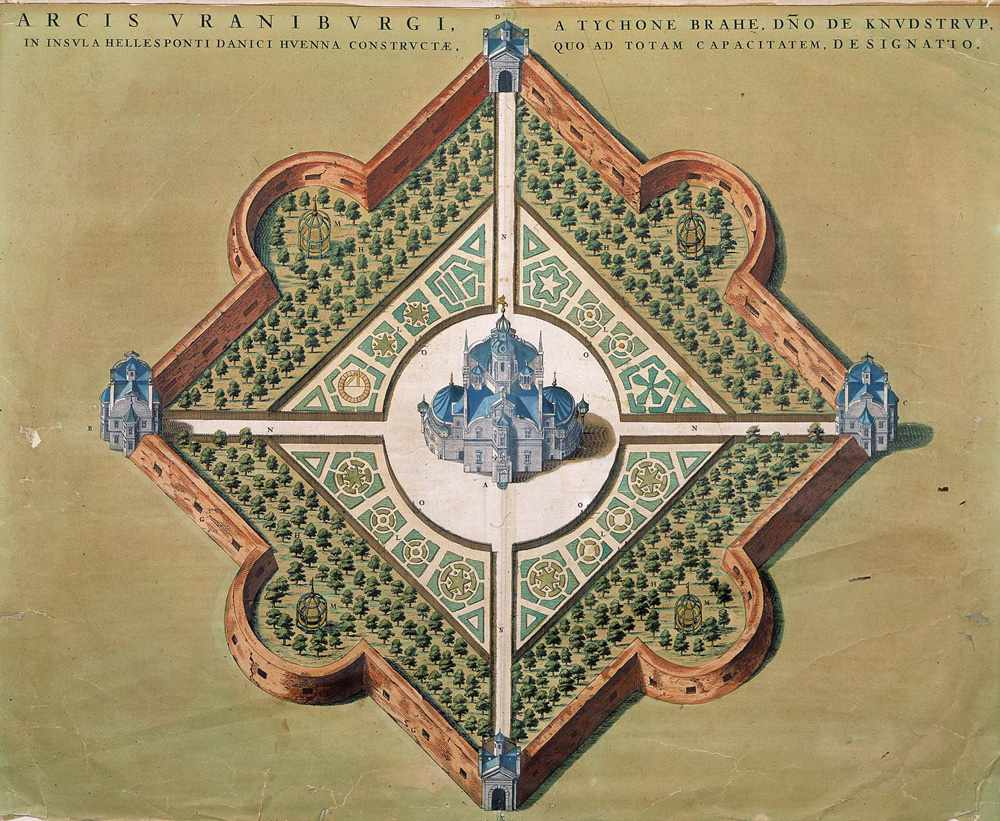
Schloss (ohne Nebengebäude) und Gartenanlage von Uraniborg

Brahe unternahm Reisen durch ganz Europa, um seine Ausbildung in der Jurisprudenz zu vervollständigen. Er nutzte diese Reisen aber auch, um möglichst vielen Astronomen zu begegnen. Brahe war überzeugt, dass in dem Zeitalter, in dem er lebte, wissenschaftlicher Fortschritt in der Astronomie nur durch sorgfältigste Beobachtung und Erfassung der Zahlen und Daten möglich war. Dies war damals eine ungewöhnliche Ansicht, galt göttliche Eingebung doch als einzige Form der Erkenntnis. Wie sollte man „durch Messen eines Wieviel das Warum erfahren können“, fragte man sich. So kam er auch nach Kassel zu dem für Sternkunde begeisterten Landgrafen Wilhelm IV., der Brahes besondere Begabung offensichtlich erkannte und Friedrich II. von Dänemark auf Brahe aufmerksam machte – Grund genug für den König, Tycho Brahe die Öresundinsel Ven auf Lebenszeit für seine Beobachtungen zur Verfügung zu stellen. Außerdem übernahm er alle Kosten für erforderliche Instrumente, Gebäude und Mitarbeiter, was immerhin 1–2 % der königlichen Einnahmen ausmachte. Im August 1576 wurde der Grundstein zu einer der berühmtesten Sternwarten aller Zeiten gelegt. 1580 wurde sie fertiggestellt.
Brahe nannte seine Forschungsstätte in Anlehnung an Urania, die Muse der Sternkunde aus der griechischen Mythologie, Uraniborg. Aufgrund seines Erfindungsreichtums, seiner Beobachtungsgabe und Friedrichs großzügiger finanzieller Unterstützung wurde es das wichtigste Observatorium der damaligen Zeit, eine Wissensfabrik der beobachtenden Astronomie. Es enthielt nicht nur die für die Instrumente notwendigen vielfältigen Baulichkeiten und Wohn- und Bibliotheksräume, sondern auch Wirtschaftsgebäude, ein chemisches Laboratorium, mechanische Werkstätten und Handwerksbetriebe, ebenso eine eigene Buchdruckerei und sogar eine eigens gebaute Papiermühle. Vom Bau des eigenen Instrumentariums über die nächtlichen Sternbeobachtungen bis zum Druck der Forschungsergebnisse – alles war auf Uraniborg beheimatet.

### Der Komet von 1577

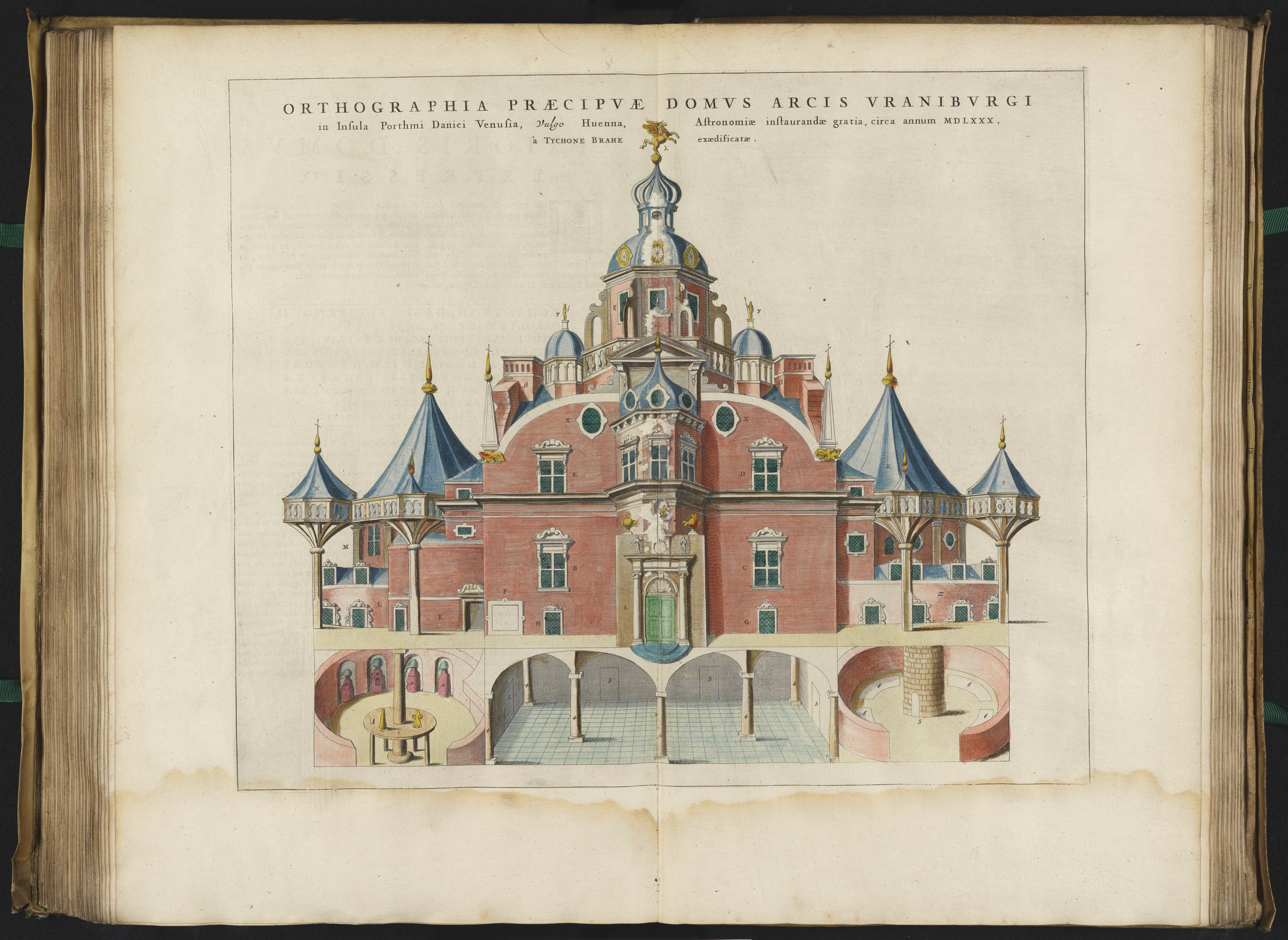
Schloss Uraniborg, aus Joan Blaeu: Der große Atlas, 1663

Während des Aufbaus von Uraniborg beschäftigte der Komet von 1577 die Astronomen.
Uraniborg war schon teilweise einsatzbereit, und auch Brahe wandte sich dem neuen Objekt am Himmel zu. Es entwickelten sich – begünstigt durch die lange Sichtbarkeitsdauer des Kometen – eine briefliche Diskussion und ein Austausch von Beobachtungsergebnissen zwischen den Astronomen. Besonders interessierte Brahe hier die Parallaxe des Kometen, also die scheinbare Positionsänderung eines Objekts auf dem Fixsternhintergrund, wenn der Beobachter seine Position verschiebt. Denn Kometen galten zu seiner Zeit und davor nicht als Himmelskörper, sondern wurden für bloße Erscheinungen oder auch „atmosphärische Störungen“ innerhalb der sogenannten sublunaren Himmelsgegend gehalten. Nur in diesem Bereich konnten überhaupt Veränderungen stattfinden, so die allseits akzeptierte Lehrmeinung. Doch Brahe war ein neutraler Beobachter, er prüfte alle verfügbaren Messungen – seine eigenen und die seiner Kollegen – immer wieder. Das Ergebnis war für ihn eindeutig: Der Komet konnte nicht Teil der sublunaren Region sein, sondern musste wegen fehlender Parallaxe weit außerhalb der Atmosphäre sein, ein Teil der planetaren Himmelsgegend also. Mehr noch: Der Komet bewegte sich so, dass er die Planetensphären zwangsläufig durchstoßen musste, eine Bewegungshemmung durch diese planetentragenden Schalen konnte aber nicht gemessen werden.
Von da an sah Tycho Brahe Kometen als Teil des planetaren Wirkungsgefüges an, außerdem wuchsen seine Zweifel an dem ptolemäischen Weltbild. Seine Erkenntnis setzte sich aber nicht gleich durch, selbst Galilei spottete noch ein halbes Jahrhundert später über die „Tychonischen Affenplaneten“, wenn er Kometen meinte. Erst Johannes Kepler erkannte die wahre Bedeutung dieser Entdeckung: Planeten und Kometen als sich frei bewegende Körper im Weltenraum.

### Stjerneborg

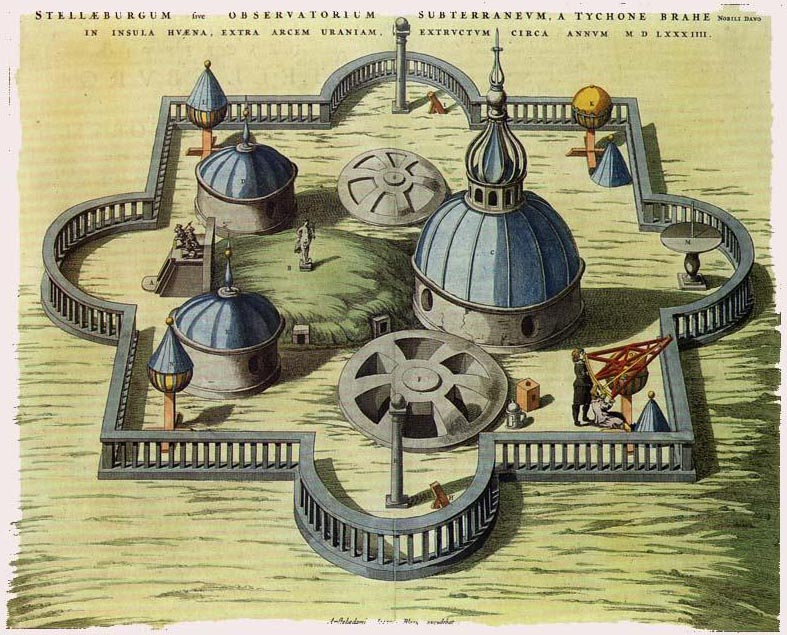
Observatorium Stjerneborg unweit von Uraniborg

Tycho Brahe stellte bald fest, dass Uraniborg für seine neu entworfenen Präzisionsinstrumente nicht groß genug war und zudem instabil auf sandigem Untergrund stand. Außerdem lieferten oberirdische Beobachtungen wegen der Temperaturschwankungen und Winde weniger gute Resultate als ein unterirdisches Observatorium. So baute er im Jahr 1584 100 Meter südlich von Uraniborg eine zweite, jetzt unterirdische Sternwarte auf Ven und nannte sie Stjerneborg (deutsch Sternenburg) mit teils halb, teils ganz in den Boden abgesenkten Beobachtungsräumen. Über dem Nordeingang ließ Brahe einen lateinischen Hexameter als seinen Wahlspruch in Stein meißeln:

“NEC FASCES, NEC OPES, SOLA ARTIS SCEPTRA PERENNANT”

„Weder hohe Ämter noch Macht, einzig die Zepter der Wissenschaft überdauern“

Sophie Brahe, Tychos jüngere Schwester, arbeitete gegen alle Konvention häufig mit ihrem Bruder zusammen. Sie war zur Zeit seines Aufbruchs ins Studium noch ein kleines Kind gewesen und hatte sich eigenständig Kenntnisse der Astronomie angeeignet. Gemeinsam führten sie in Uraniborg Himmelsbeobachtungen durch und verfassten einen neuen Fixsternkatalog von tausend Gestirnstandorten.
Mit dem Tod seines Mäzens Friedrich II. im Jahr 1588 und der Ernennung Christians IV. zum neuen König schwand Brahes Einfluss am königlichen Hof, und sein Etat wurde mehrmals gekürzt. So entschloss er sich im Jahr 1597, nach 21 Jahren Ven in Richtung Holstein zu verlassen. Dabei nahm er alle seine in Uraniborg gebauten Instrumente mit.

### Begegnung mit Johannes Kepler

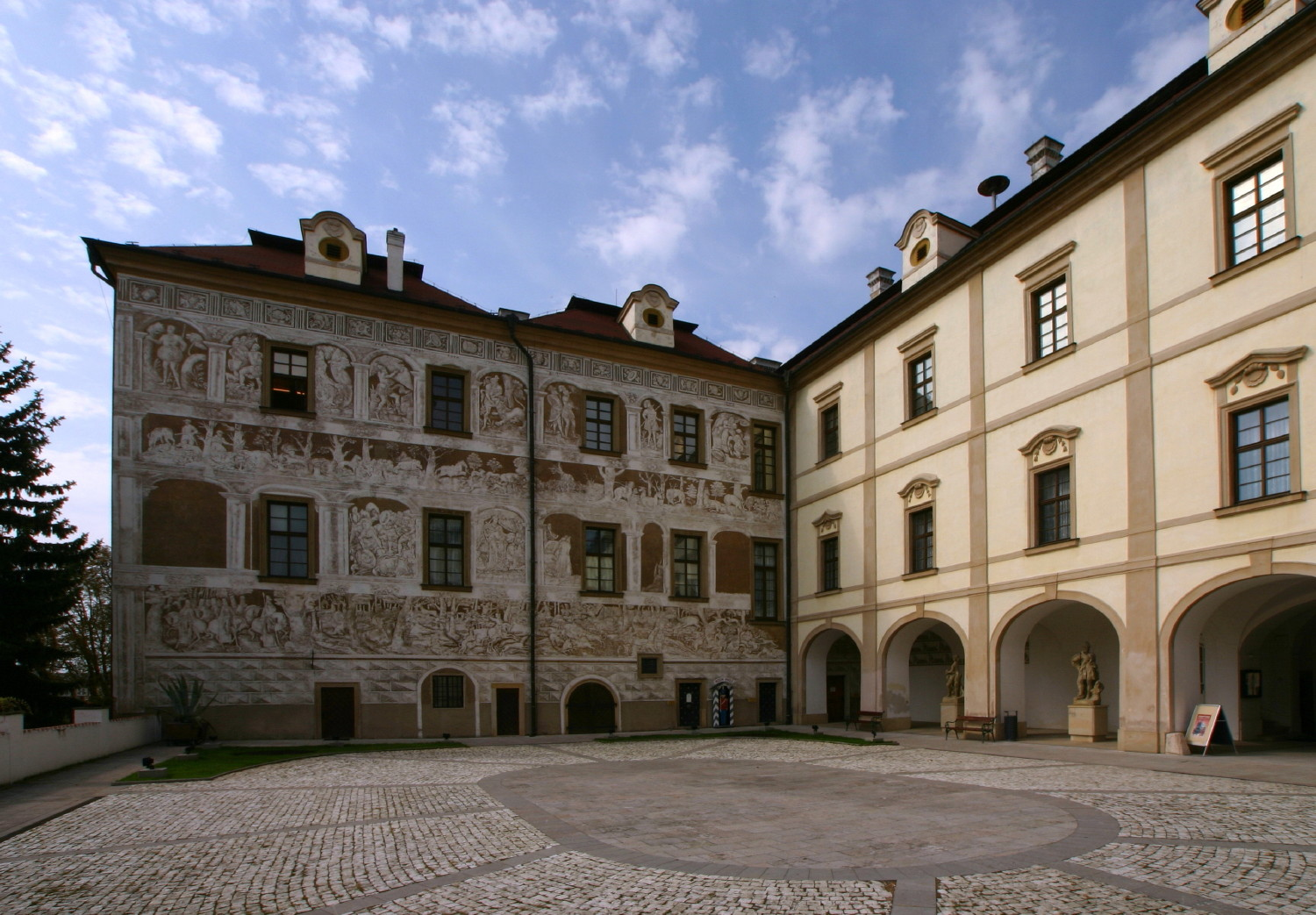
Schloss Benatek, wo Brahe und Kepler einander erstmals begegneten

Tycho Brahe war beeindruckt vom Gedankenreichtum von Keplers Erstlingswerks Mysterium Cosmographicum (Weltgeheimnis), lehnte aber dessen auf Kopernikus aufbauende Resultate ab. Er lud Johannes Kepler zu sich nach Prag ein. Er hoffte, dass es mit Hilfe seiner Aufzeichnungen eigener jahrzehntelanger Präzisionsbeobachtungen, Keplers Inspiration und theoretischer, insbesondere mathematischer Befähigung gelingen werde, dem tychonischen System zum Durchbruch zu verhelfen.
Zum ersten Mal begegneten sie einander am 4. Februar 1600 auf dem unweit von Prag gelegenen Schloss Benatek, wo Brahe zu dieser Zeit residierte. Kepler wohnte und arbeitete auch dort. Die Zusammenarbeit gestaltete sich überaus schwierig, zu unterschiedlich waren beide Charaktere. Brahe, eher jähzornig und herrschsüchtig, erschwerte dem 25 Jahre jüngeren, empfindsamen Kepler oft die Arbeit. Jedoch erkannte Kepler die große Bedeutung von Brahes umfangreichen Beobachtungen, dieser aber stellte ihm gerade soviel davon zur Verfügung, wie Kepler zur Bearbeitung der ihm von Brahe gestellten Aufgaben unbedingt benötigte. Kepler erkannte aber die Lücken in den Zahlenkolonnen und Tabellen und stellte Tycho Brahe deswegen zur Rede.

### Tod
Die Umstände von Brahes Tod waren bizarr und die Todesursache lange ungeklärt. Am 13. Oktober 1601 nahm er an einem Festbankett des Kaisers Rudolph II. teil. Er musste der Überlieferung nach wegen starker Blasenschmerzen die Tafel frühzeitig verlassen. Als Grund dafür wurde ein Blasenriss durch Harnverhaltung vermutet, möglicherweise infolge der Hofetikette, die es den Gästen untersagte, sich vor dem Kaiser von der Tafel zu erheben. Brahe verstarb zehn Tage später nach schwerem Leiden.
Brahes engster Freund, der berühmte Arzt und Anatom Jan Jessenius, beschrieb den Krankheitsverlauf in seinen letzten Tagen so, dass Brahe zuletzt noch in großer Klarheit sehr viele Dinge ordnete und sich von allen verabschiedete. Er legte unter anderem auch fest, dass nach seinem Tod Johannes Kepler alle seine wissenschaftlichen Unterlagen durchsehen sollte, um diese abzuschließen. Kepler folgte seinem Wunsch und veröffentlichte die gesammelten Daten und Ergebnisse unter Brahes Namen.
Die Leichenrede auf Brahe hielt Jan Jessenius. Brahes Grab befindet sich in der Teynkirche am Altstädter Ring in Prag. Hier findet sich neben dem oben genannten Wahlspruch Brahes auch die Inschrift ESSE POTIUS QUAM HABERI („Sein ist besser als scheinen“).

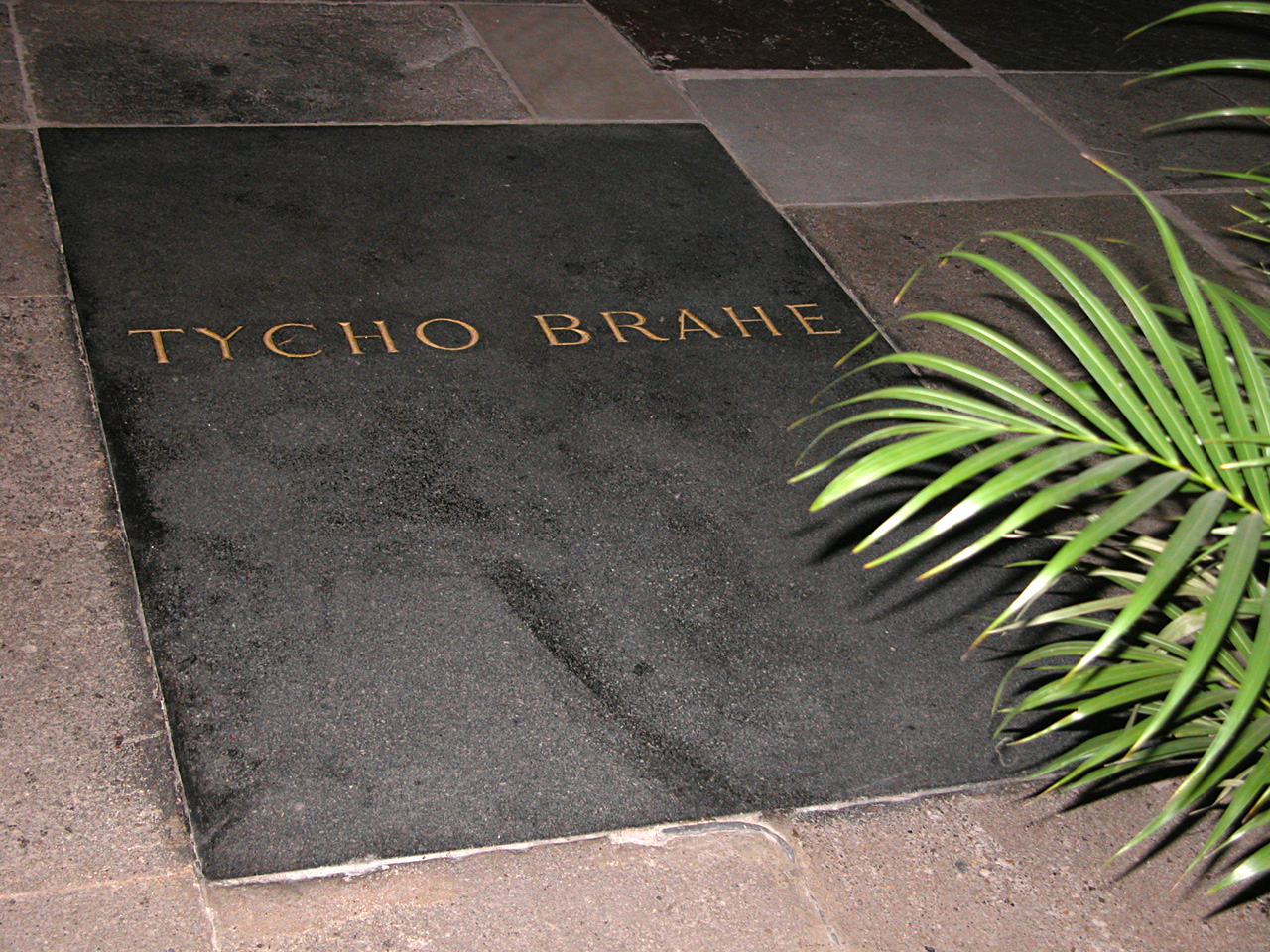
Brahes Grab in Prag

Forschungen in den 1990er Jahren an Haarproben, die aus einer Exhumierung im Jahre 1901 stammten, ergaben eine hohe Quecksilberkonzentration, die tödlich hätte gewesen sein können. Mehrere Hypothesen könnten ihr Zustandekommen erklären: Entweder hatte Brahe ein quecksilberhaltiges Heilmittel eingenommen, oder es handelte sich um eine Folgevergiftung aus dem Umgang mit Chemikalien. Die Giftigkeit von Quecksilber war zu jener Zeit noch nicht bekannt; quecksilberhaltige Arzneimittel waren damals weit verbreitet.
Vor dem Hintergrund der ungeklärten Todesursache erlangte 2004 die „Giftmord-Story“ des Journalistenehepaares Joshua und Anne-Lee Gilder eine gewisse Aufmerksamkeit. In ihrem Buch wird Kepler als Mörder mit hinterhältigem Charakter beschrieben. Die deutsche Kepler-Gesellschaft gab 2005 dazu eine Stellungnahme heraus, in der die Giftmord-Story der Gilders als „absurd und abstrus“ dargelegt wird.
Am 15. November 2010 wurde Tycho Brahes Grab in der Teynkirche erneut geöffnet. Ein Forscherteam um Kaare Lund Rasmussen (Syddansk Universitet) und Jan Kučera (Nuklearphysikalisches Institut der Akademie der Wissenschaften der Tschechischen Republik) untersuchte Haar- und Knochenproben, um die Todesursache Brahes zu klären. Im November 2012 wurde schließlich bekanntgegeben, dass eine Quecksilbervergiftung als Todesursache ausgeschlossen werden konnte. Die wahrscheinliche Ursache sei eine schwere Blaseninfektion.

## Kepler als Brahes Erbe

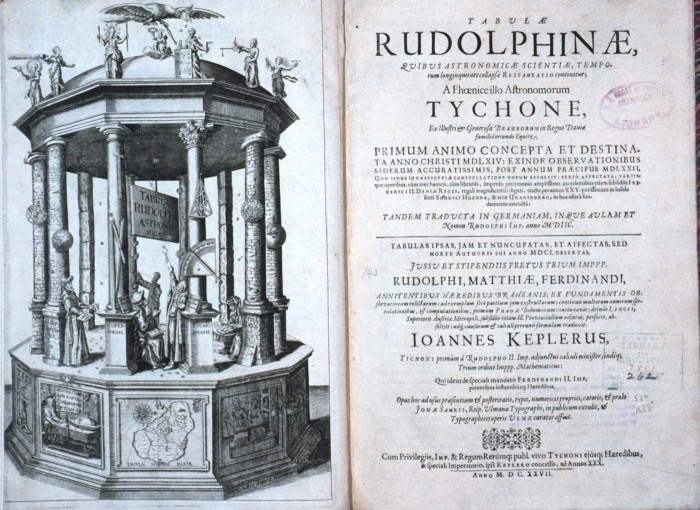
Titelseite der Rudolfinischen Tafeln

Nach Brahes Tod im Oktober 1601 wurde Kepler, der kurz zuvor dessen Assistent geworden war, zu seinem Nachfolger am Hof von Rudolph II. ernannt. Damit ging auch ein gewichtiges, noch unvollständiges Werk an Kepler über: die im Auftrag des Kaisers zu erstellenden Rudolphinischen Tafeln. Sie sollten die Alfonsinischen und die neueren Prutenischen Tafeln ersetzen.
Kepler erhielt endlich auch die vollständigen Beobachtungsdaten Brahes, insbesondere die des Planeten Mars, den Brahe intensiv und über längere Zeit beobachtet hatte. Endlich im Besitz des unverzichtbaren Beobachtungsschatzes, erkannte Kepler, dass die Positionsdaten des Planeten Mars um acht Bogenminuten (das entspricht etwa ¼ Vollmonddurchmesser) von der kopernikanischen, kreisförmigen Bahn abwichen. Diese unscheinbaren acht Bogenminuten wiesen Kepler den richtigen Weg, die fast 2000 Jahre gültige Auffassung von kreisförmigen Bahnen fallenzulassen. Mit Hilfe der braheschen Beobachtungen konnte Kepler schließlich die elliptische Bahnbewegung des Planeten Mars (später auch der anderen Planeten) nachweisen und sogar die Geschwindigkeit des Planeten genau berechnen (drei Keplersche Gesetze).

## Brahes Instrumentarium
Tycho Brahes Forschungen markieren das Ende und den Höhepunkt einer fast 2000 Jahre langen Periode der systematischen Himmelsbeobachtung, die ohne die Erfindung der Linse auskommen musste. Brahes Instrumente sind durch die Verwendung des Visierprinzips gekennzeichnet. In Kassel beim Landgrafen Wilhelm IV. hatte er dessen vollmetallene Instrumente studiert und die Bearbeitungsmöglichkeiten von Metall im Hinblick auf möglichst kleine Toleranzen erkannt. Außerdem konnte die Messgenauigkeit aller Skalen auf einfache Weise erhöht werden: Je größer der Maßstab, desto präziser konnte man die Instrumente ablesen. So entschloss er sich, die größten und präzisesten astronomischen Instrumente zu bauen, die bis dahin entworfen worden waren.

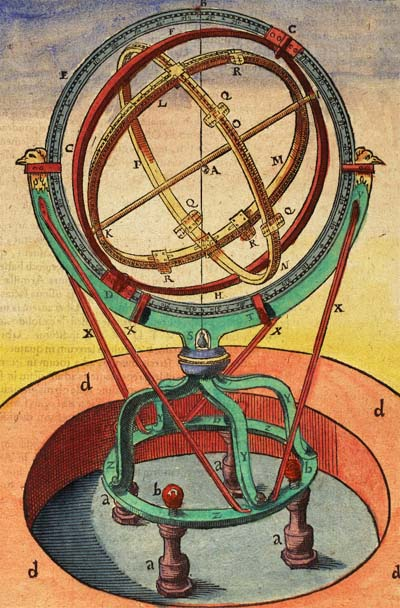
Eine Armillarsphäre nach Tycho Brahe

Brahe baute in Uraniborg ein gutes Dutzend Instrumente. Eines der bekanntesten und präzisesten war der Mauerquadrant, auch tychonischer Quadrant genannt, mit einem Radius von zwei Metern. Er war fest an einer Mauer installiert und genau nach Süden ausgerichtet. Er verwendete eine spezielle Art transversal gerasterter Zickzacklinien auf der Innenseite des Quadranten. Damit war es möglich, Auflösungen der Deklination von zehn Bogensekunden zu erreichen.
Ein weiteres bekanntes Instrument war eine riesige Armillarsphäre aus Eisen mit einem Durchmesser von 2,9 Metern. Sie diente Brahe zur genauen Messung von Koordinaten am Himmel und der Darstellung der Bewegung von Himmelskörpern. Weitere Geräte waren unter anderen verschiedene portable Quadranten und kleinere Armillarsphären sowie eine Reihe astronomischer Sextanten und Triquetren.
Brahe erkannte auch als einer der ersten Wissenschaftler den Wert von Mehrfachbeobachtungen. Er beschäftigte deshalb einen festen Stamm von Mitarbeitern, die alle ein und dasselbe Ereignis mit verschiedenen Instrumenten zeitgleich beobachteten. Jedoch waren die einfachsten Grundlagen der Fehlerrechnung noch unbekannt. Was für uns heute leicht erscheint, waren mühsame Umrechnungen der sphärischen Trigonometrie, die oft ein mehr als ungewisses Ergebnis lieferten. Dennoch gelang es Brahe mit Beharrlichkeit und Sorgfalt, Ergebnisse mit Genauigkeit um 2 Bogenminuten zu erhalten und die bis dahin verwendeten Angaben bei Claudius Ptolemäus damit um etwa das 10fache zu verbessern.
Bald nach Tycho Brahes Tod begann mit der Erfindung des Fernrohrs durch Hans Lipperhey im Jahr 1608 in der Astronomie ein neues Zeitalter. So endete mit seinem Tod auch die Arbeit mit dem umfangreichen Instrumentarium. Die wertvollen Geräte wurden durch nachfolgende Kriege teils zerstört, als Kriegsbeute verschleppt oder verrotteten in unterirdischen Gewölben, in die sie Kaiser Rudolf II. in Prag zur besseren Sicherheit bringen ließ. Einzig die große Armillarsphäre nahm eine abenteuerliche Reise über ein Jesuitenkloster in Schlesien und von dort zurück in die königliche Akademie von Kopenhagen, wo sie in der großen Feuersbrunst von 1728 verbrannte.
Dennoch blieben Brahes Beobachtungsdaten als die verlässlichsten noch viele Jahrzehnte unverzichtbar.

## Brahes Weltsystem

Weltsystem nach Paul Wittich und Tycho Brahe: Im Zentrum der Welt steht die Erde, jedoch bewegen sich die anderen Planeten um die Sonne

Brahe misstraute dem heliozentrischen Weltbild des Nikolaus Kopernikus. In einem Brief an den Mathematiker Christoph Rothmann, der im Dienst von Wilhelm IV. stand, erhob er folgenden Einwand gegen die Erdbewegung: „Wenn sich die Erde tatsächlich von West nach Ost dreht, dann muss eine Kanonenkugel, die in Richtung der Erddrehung geschossen wird, viel weiter fliegen als ein in entgegengesetzter Richtung abgefeuertes Geschoss.“ Rothmann antwortete, dass sowohl Geschoss als auch Kanone an der Erdbewegung teilnähmen und damit sein Einwand hinfällig sei. Dies widersprach aber der damals geltenden aristotelischen Bewegungsauffassung. Andererseits kannte Brahe als Präzisionsbeobachter die Mängel des alten ptolemäisch-geozentrischen Weltsystems, speziell die Probleme der Epizykeltheorie.
So entwickelte Brahe einen Kompromissvorschlag, ein eigenes, als Tychonisches Weltmodell bekanntes System, das ptolemäisch-geozentrische und kopernikanisch-heliozentrische Aspekte vereinte und nach seiner Meinung die Tatsachen besser darstellte: Im Zentrum ruht, wie im ptolemäischen Weltbild auch, die Erde. Um sie kreisen Mond und Sonne, aber alle anderen Himmelskörper bewegen sich wie bei Kopernikus um die Sonne. Einzig die Sphäre mit den Fixsternen bewegt sich in 24 Stunden einmal um die Erde. Damit sollte ein Großteil der Probleme der Epizykeltheorie beseitigt sein. Tycho Brahe sah es als seine Lebensaufgabe an, dieses Weltsystem mit immer genaueren Beobachtungen zu belegen, er selbst arbeitete aber wegen seiner eingeschränkten mathematischen Fähigkeiten keine Theorie der Bewegung aus. Vor diesem Hintergrund ist sein Weltbild eher mit den auf Beobachtung basierenden Denksystemen eines Eudoxos oder Aristarchos von Samos vergleichbar als mit den theoriebasierten Systemen eines Claudius Ptolemäus oder Kopernikus.
Tatsächlich gelang es erst Léon Foucault im Jahr 1851, mit dem sog. foucaultschen Pendelversuch die Erdrotation  nachzuweisen und damit das Weltsystem von Brahe zu widerlegen. Bis dahin waren sämtliche Beobachtungen wie etwa die der vier Venus-Phasen auch mit dem Weltmodell von Brahe kompatibel.
Über die Urheberschaft seines Weltsystems entspann sich ein Streit mit dem Astronomen Nicolaus Reimers, der, ebenfalls mit Heinrich Rantzau befreundet, Brahe in Uraniborg besucht hatte. Die zentrale Rolle von Paul Wittich wurde dabei von Owen Gingerich untersucht.

## Alchemie
Tycho Brahe ist primär für seine astronomischen Beobachtungen und seine Beiträge zur Himmelsmechanik bekannt, beschäftigte sich aber auch intensiv mit der Alchemie. In seinem Schloss Uraniborg auf der Insel Ven richtete Brahe ein geheimes Labor ein, in dem er umfangreiche alchemistische Experimente durchführte. Alchemie im 16. Jahrhundert war ein weit verbreitetes Feld, das nicht nur die Umwandlung von Metallen, sondern auch die Herstellung von Arzneimitteln und die Erforschung chemischer Prozesse umfasste. Brahe, beeinflusst von Paracelsus, war besonders an der medizinischen Alchemie interessiert. Paracelsus revolutionierte die Medizin seiner Zeit, indem er Chemikalien und Mineralien in die Medizin einführte, anstatt sich auf pflanzliche Heilmittel zu beschränken. Archäologische Ausgrabungen haben Glasscherben und Keramikfragmente zutage gefördert, die tiefere Einblicke in Brahes alchemistischen Praktiken geben. Eine chemische Analyse dieser Fragmente hat gezeigt, dass sie Spuren von Metallen wie Antimon, Blei, Gold, Kupfer, Nickel, Quecksilber, Zink und Zinn enthalten. Diese Elemente wurden typischerweise in alchemistischen Prozessen verwendet, sowohl zur Herstellung von Arzneimitteln als auch für Experimente zur Metalltransmutation. Die Analyse der in Uraniborg gefundenen Fragmente zeigt eine Vielzahl von chemischen Prozessen, die Brahe durchgeführt haben könnte. Beispielsweise wurde Gold in Form von feinen Partikeln nachgewiesen, was darauf hindeutet, dass Brahe mit der Herstellung oder Reinigung von Gold experimentierte. Kupfer und Antimon wurden oft zur Herstellung von Medikamenten verwendet, da sie in verschiedenen alchemistischen Rezepten vorkommen. Quecksilber, ein weiteres gefundenes Element, spielte eine zentrale Rolle in der Alchemie.
Obwohl Brahe vor allem als Astronom bekannt ist, zeigt seine alchemistische Arbeit, dass er ein Universalgelehrter war, der die Grenzen des Wissens seiner Zeit erweiterte.

## Würdigung

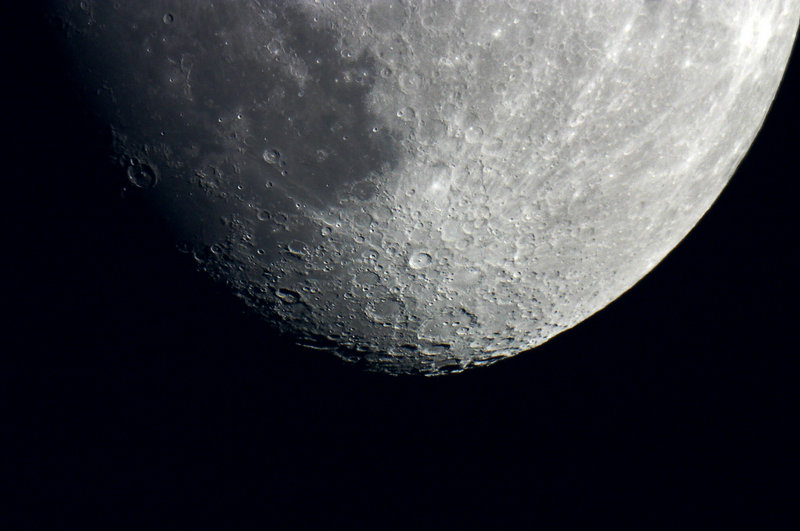
Der tiefe Krater Tycho in der Mitte des Bildes

### Brahes Leistungen
Brahe war vor allem Beobachter. Sein nach seinen Anweisungen gebautes, für die damalige Zeit hervorragendes Instrumentarium und auch die personelle Ausstattung der ihm zur Verfügung stehenden Sternwarten waren wichtige Voraussetzungen für seine Erfolge als Astronom.
Brahe häufte ein gewaltiges Beobachtungsmaterial an. Die Sorgfalt und Genauigkeit seiner Beobachtungen waren verblüffend. Durch Beobachtung der Sonne und einfache Peilung nach dem Visierprinzip über Kimme und Korn gelang ihm eine wesentlich verbesserte Bestimmung der Länge des Jahres, die er auf 365 Tage, 5 Stunden, 48 Minuten und 45 Sekunden ermittelte. Die Differenz zum heutigen Wert des tropischen Jahres beträgt weniger als eine Sekunde. Er gilt deshalb als einer der bedeutendsten Astronomen.
Tycho Brahe hatte entscheidenden Einfluss auf das Wissenschaftsideal späterer Generationen und begründete mit seiner Arbeitsmethodik des immer exakteren Messens und immer wieder Nachprüfens den Arbeitsstil und die Methodik moderner Wissenschaft. Obwohl noch teils in Astrologie und christlicher Dogmatik beheimatet – jedoch weit weniger als sein Nachfolger Kepler – war er in seiner wissenschaftlichen Vorgehensweise seiner Zeit um Jahrzehnte, wenn nicht Jahrhunderte voraus.
Sein Beobachtungsschatz, festgelegt unter anderem in den Rudolphinischen Tafeln und später herausgegeben von Kepler, war Grundlage nicht nur für Keplers Theorien, sondern auch für Isaac Newton, der seine Theorie der Gravitation fast ein Jahrhundert später auf diese Beobachtungswerte stützte. Obwohl Brahe noch kein Fernglas kannte, waren seine Messwerte die verlässlichsten auch noch viele Jahrzehnte nach ihm.
Als Ironie der Geschichte erscheint es, dass gerade Brahe, der durch seine Arbeit ungewollt den Grundstein für den weiteren Ausbau und die Vervollständigung des heliozentrischen Weltbildes gelegt hatte, dieses zeit seines Lebens ablehnte.

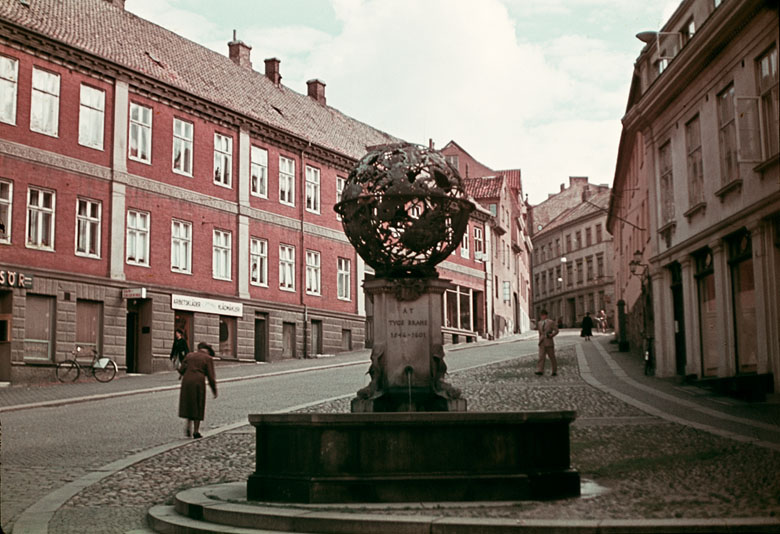
Tycho-Brahe-Brunnen in Helsingborg

### Ehrungen
Der Mondkrater Tycho und der Krater Tycho Brahe auf dem Mars wurden zum Gedenken nach Brahe benannt, ebenso der Asteroid (1677) Tycho Brahe, der Tycho-Brahe-Preis und der Exoplanet Brahe.
1927 wurde der von dem schwedischen Architekten Gustaf Wilhelmsson Widmark (1885–1967) und der dänisch-schwedischen Designerin Astrid Aagesen (1883–1965) entworfene Brunnen zu Ehren des Astronomen in Helsingborg errichtet.
Am 12. September 2006 wurde Tycho Brahe im Gedenken an seinen elfmonatigen Aufenthalt in Hamburg-Wandsbek ein Denkmal gegenüber dem Wandsbeker Rathaus errichtet.
Das nach Brahe benannte Fährschiff Tycho Brahe verbindet seit 1991 das schwedische Helsingborg mit dem dänischen Helsingør. Die Fähre wurde 2018 auf batterieelektrischen Betrieb umgerüstet.
Carl Friedrich Philipp von Martius benannte 1838 nach Brahe eine Palmengattung Brahea Mart. Seit April 2021 trägt auch der Brahe Rock in der Antarktis seinen Namen.

## Werke
- De nova et nullius ævi memoria prius visa Stella. (deutsch: Vom neuen und nie zuvor gesehenen Stern), Kopenhagen 1573, erstes Buch über die Supernova von 1572 im Sternbild Kassiopeia, es enthält auch weitere Abhandlungen, z. B. über Astrologie und die Mondfinsternis von 1573 (Digitalisat im Internet Archive).
- Herausgeber Tycho Brahe: Diarium Astrologicum et Metheorologicum. (deutsch: Astrologisches und Meteorologisches Tagebuch), Uraniborg 1586, zusammengestellt von Brahes Schüler Elias Olsen Morsing.
- De mundi aetheri recentioribus phaenomenis. (deutsch: In der ätherischen Welt neulich beobachtete Phänomene), Uraniborg 1588.
- Herausgeber Tycho Brahe: En Elementisch oc Jordisch Astrologia. Uraniborg 1591, Bauernregeln über das Wetter, Verfasser war Brahes Assistent Peder Jacobson Flemløse.
- Epistolarum Astronomicarum Liber Primus. (deutsch: Briefwechsel über Astronomie – Erstes Buch), Uraniborg 1596 (Erster Teil Brahes Briefwechsel, der zweite wurde mit Astronomiae Instauratae Progymnasmata herausgegeben).
- Astronomiae Instauratae Mechanica. (deutsch: Die Neuere Astronomische Instrumentenlehre), Wandsbek 1598 (Reprint: KLP Koniasch Latin Press, Prag, 1996, ISBN 80-85917-23-8), colorierte Originalausgabe mit handschriftlicher Widmung zu finden in den Digitalen Sammlungen der LLB Detmold, Beschreibungen und Bilder von Gebäuden und Instrumenten auf Ven als auch selbstbiographische Anteile.
- Stellarum octavi orbis inerrantium accurata restitutio. Wandsbek 1598.
- Herausgeber Johannes Kepler:  Astronomiae Instauratae Progymnasmata. (deutsch: Neuere einführende Übungen der Astronomie) Prag 1602–1603, zweites Buch über die Supernova von 1572, größtenteils auf Uraniborg fertiggestellt, Originalausgabe zu finden in den Fondos Digitalizados der Universität Sevilla (fondosdigitales.us.es).
- De mundi aetherei recentioribus phaenomenis, liber secundus. (deutsch: In der ätherischen Welt neulich beobachtete Phänomene, Zweites Buch), Frankfurt 1610,
- Opera omnia sive astronomiae instauratae. Frankfurt 1648, in 15 Bänden (Reprint: Olms, Hildesheim 2001, ISBN 3-487-11388-0), umfangreiche Planeten-Daten-Sammlung Tycho Brahes.
- Über den neuen Stern – Ein Loblied auf die himmlischen Wissenschaften. (deutsche Erstveröffentlichung Tübingen 2015, ISBN 978-3-89997-244-3).